# Sam Brown

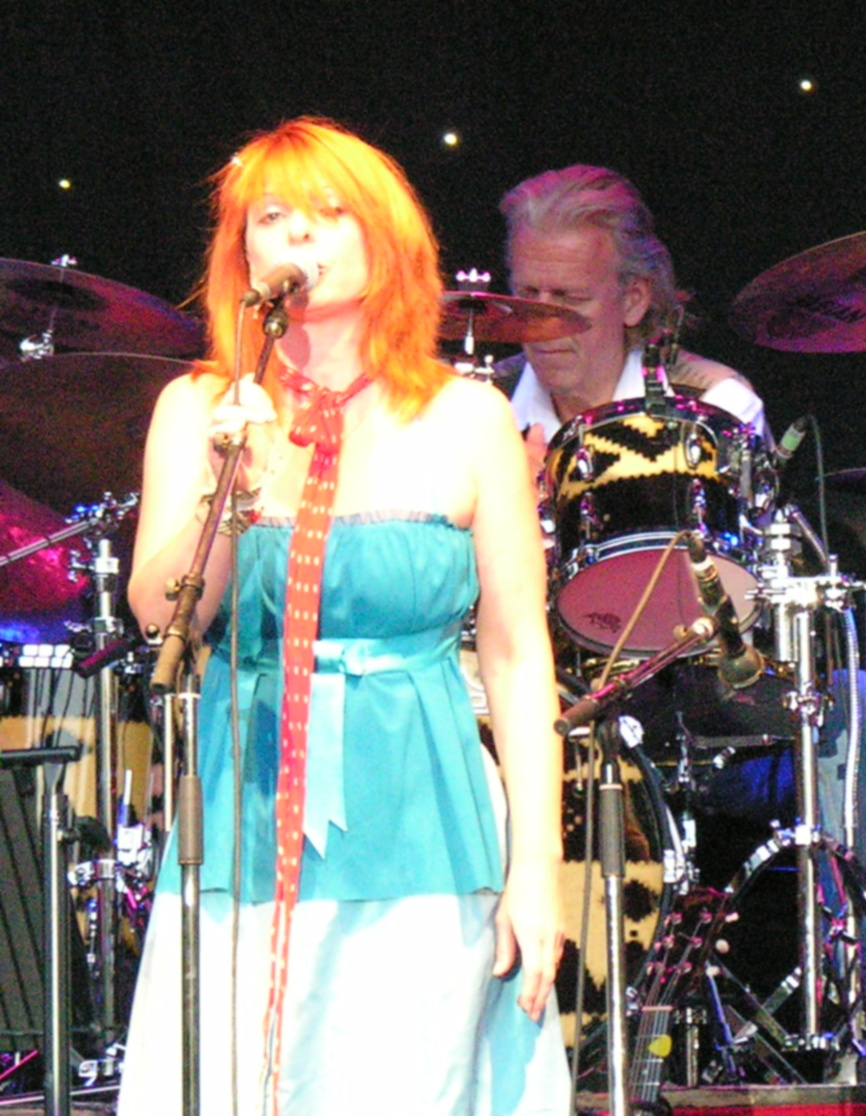
Sam Brown

Sam (Samantha) Brown (Stratford, East London 7 oktober 1964) is een Brits singer-songwriter, multi-instrumentalist, arrangeur en platenproducent. Ze is de dochter van zangeres Vicki Brown en zanger Joe Brown.
Met een muziekcarrière die meer dan 30 jaar omspant, begon Sam Brown als ukelelespeler en was ze een blue-eyed soul- en jazz-zangeres. Eind jaren 1980 kwam ze meer op de voorgrond als soloartieste na het uitbrengen van zes singles, die binnenkwamen in de Britse singleslijst gedurende de jaren 1980 en 1990. Haar solosingles gingen vaak over verloren liefdes, zoals Stop!, This Feeling, Can I Get a Witness, Kissing Gate, With a Little Love en Just Good Friends.
Ze zong ook als achtergrondzangeres, met artiesten zoals Small Faces, Spandau Ballet, Adam Ant, Jon Lord (van Deep Purple), Pink Floyd (en David Gilmour), The Firm, Gary Moore, George Harrison en Nick Cave.
Brown bracht in 1988 haar debuutalbum Stop! uit. Sindsdien heeft ze zeven studioalbums uitgebracht, een ep en drie compilatiealbums, maar ze raakte haar zangstem kwijt in 2007 en was sindsdien lang niet meer in staat om te zingen. Voor haar album Number 8 uit 2023 maakte ze gebruik van software-ondersteuning.

## Carrière
Brown tekende een opnamecontract bij A&M Records in 1986. Haar meest succesvolle nummer onder A&M was Stop!, uitgebracht als single in 1988. Ze gaf hetzelfde jaar een album uit met dezelfde naam. Andere singles uit het album waren Walking Back to Me, This Feeling en haar coverversie van Can I Get A Witness. Het album Stop! heeft wereldwijd meer dan 2,5 miljoen exemplaren verkocht, vooral in het Verenigd Koninkrijk en Australië. Browns tweede studioalbum April Moon (1990) bevatte de twee hitsingles Kissing Gate en With a Little Love. Drie andere singles van het album werden uitgebracht: Mindworks, Once in Your Life en As One. Ze speelde ook ukelele.
Browns derde studioalbum 43 Minutes... werd gemaakt rond dezelfde tijd dat haar moeder stervende was aan borstkanker. A&M Records, het platenlabel van Brown toentertijd, was niet tevreden met het album en wilde dat ze een aantal potentiële hitsingles op zou nemen en toevoegen aan de tracklist. Brown was niet bereid compromissen te sluiten en na een langdurige juridische strijd kocht ze de masteropnamen van het album terug en bracht ze deze in 1992 uit bij haar eigen label Pod Music, een jaar na de dood van haar moeder. Er werden slechts enkele exemplaren verkocht. In 2004 werd het album opnieuw uitgegeven.
Brown verzorgde achtergrondzang voor Pink Floyd op hun veertiende studioalbum The Division Bell, uitgebracht in 1994 en ze begeleidde hen tijdens hun tournee om de publicatie te promoten. Haar betrokkenheid werd groter bij de Pink Floyd-publicatie Pulse van het jaar daarop, waarin ze achtergrondzang zong en de eerste leadzangeres was op het nummer The Great Gig in the Sky. In 1995 had ze de kleine hit Just Good Friends met een duet met collega-singer-songwriter Fish. 
In 1997 kwam Brown terug met haar vierde studioalbum Box, uitgebracht via het onafhankelijke platenlabel Demon Music Group. Nummers van dit album waren Embrace the Darkness, Whisper en I Forgive You, die samen met Maria McKee waren geschreven. McKees versie van het lied verscheen oorspronkelijk op haar tweede album You Gotta Sin to Get Saved.
In 2000 werd haar vijfde studioalbum ReBoot uitgebracht via het onafhankelijk label Mud Hu, en de single In Light of All That's Gone Before. In 2003 vormde Brown de band Homespun met Dave Rotheray, met wie ze drie albums uitbracht. Brown bracht ook verschillende solo-opnamen uit in deze periode, waaronder de ep Ukulele and Voice. In 2004 bracht Jon Lord Beyond the Notes uit, waarvoor ze bijna alle teksten schreef. Eind 2006 ondernam ze een uitgebreide Britse tournee als speciale gast van haar vader Joe Brown. De shows bevatten ook optredens van haar broer Pete Brown.
In 2007, zeven jaar na haar laatste album, bracht Brown Of the Moment uit. Ze keerde ook terug in de Top 10 van de Britse albumschart in oktober 2007, toen Valentine Moon werd opgenomen op het hitalbum Best of Friends van Jools Holland. Datzelfde jaar verloor ze haar zangstem. Na onderzoek werd een cyste van haar stembanden verwijderd, maar de problemen hielden aan. In een interview uit 2013 legde ze uit: "Het lukt me niet om de stembanden te sluiten en tegelijkertijd de juiste toonhoogte te krijgen. Het voelt alsof er spieren zijn die niet werken."
Brown runt momenteel de International Ukulele Club van Sonning Common, het North London Ukulele Collective en de People's Ukulele Brigade (PUB). Brown is ook beschermvrouwe van Tech Music Schools in Londen, bestaande uit Vocaltech, Guitar-X, Keyboardtech en Drumtech.
Ze zong mee in het achtergrondkoor van Pink Floyd tijdens de tournee PULSE. Ook is ze te horen in vele solonummers van Jon Lord, zowel als zangeres als op de achtergrond. Via hem was ze ook actief als zangeres bij Deep Purple, zoals op het album Deep Purple In Concert With The London Symphony Orchestra, waar ze op één track leadzang doet (Jon Lords Wait A While) en verder als achtergrondzangeres te horen is.
In 2021 verscheen het livealbum Wednesday The Something Of April. Het betreft opnamen van een one-womanshow uit 2004.
Op 20 januari 2023 werd het eerste album met nieuw materiaal in vijftien jaar van Brown uitgebracht, Number 8. Het materiaal is geschreven en opgenomen met Danny Schogger. Brown heeft gebruik gemaakt van Melodyne-software ter ondersteuning van haar stem. Bij de mix van het album heeft ook Pete Brown bijdragen geleverd. 

## Albumtitels
De beginletters van de albumtitels in chronologische volgorde (zeven studioalbums en een livealbum) vormen haar naam:
- Stop!
- April Moon
- (43) Minutes...
- Box
- ReBoot
- Of the Moment
- Wednesday the Something of April
- Number 8

Volgens Brown was ze zich niet bewust van het patroon tot ze daarop gewezen werd na de release van ReBoot in 2000. Ze besloot het patroon voort te zetten en vroeg fans om suggesties voor een titel voor het volgende album. Dat werd Of The Moment. 

## Privéleven
Brown heeft twee kinderen, Vicki (1993) en Mohan (1995), met haar ex-echtgenoot, producent en muzikant Robin Evans.

## Discografie

### Soloalbums
- 1988: Stop!
- 1990: April Moon
- 1993, 2004: 43 Minutes
- 1997: Box
- 2000: Reboot
- 2007: Of The Moment
- 2021: Wednesday The Something Of April - The One Woman Show Live 2004
- 2023: Number 8

### Jon Lord-albums
- 1998: Pictured Within
- 1999: In Concert With The London Symphony Orchestra
- 2004: Beyond the Notes
- 2007: Durham Concerto

### NPO Radio 2 Top 2000
| Nummer met noteringen in de NPO Radio 2 Top 2000 | '99 | '00 | '01  | '02  | '03  | '04  | '05  | '06  | '07 | '08  | '09  | '10  | '11  | '12-'13 | '14  |
| ------------------------------------------------ | --- | --- | ---- | ---- | ---- | ---- | ---- | ---- | --- | ---- | ---- | ---- | ---- | ------- | ---- |
| Stop!                                            | 958 | 835 | 1650 | 1588 | 1311 | 1440 | 1908 | 1994 | -   | 1874 | 1896 | 1862 | 1854 | -       | 1777 |

1. ↑  Een '-' betekent dat het nummer niet was genoteerd en een vetgedrukt getal geeft de hoogste notering aan.
2. ↑  Deze tabel is bijgewerkt tot en met de laatste editie (2024).